# 希德洛夫卡农村居民点
希德洛夫卡农村居民点（俄语：Шидловское сельское поселение）是俄罗斯联邦别尔哥罗德州沃洛科诺夫卡区所属的一个农村居民点。其下辖有9个居民点，行政中心为希德洛夫卡。据2016年统计，该农村居民点的人口为662人。